# Countdown (film 2019)
Countdown è un film horror soprannaturale del 2019 diretto da Justin Dec. È uscito nelle sale cinematografiche statunitensi il 25 ottobre 2019, e in Italia il 21 novembre dello stesso anno.

## Trama
Ad una festa, un gruppo di adolescenti scarica Countdown, un'applicazione che prevede quanto resta da vivere all'utente; una di loro, Courtney, scopre che le rimangono tre ore e trentasette minuti di vita. Finita la festa, la ragazza rifiuta di salire in auto col fidanzato Evan perché visibilmente ubriaco e torna a casa, ma una volta tornata, l'app le notifica che ha "infranto i termini di condizioni", e un'entità la aspira dal tetto e la uccide sbattendola a terra proprio mentre il timer arriva alla fine. Nello stesso momento Evan si schianta contro un albero, i cui rami trafiggono il sedile nel quale si sarebbe dovuta sedere Courtney.
Qualche giorno dopo, Evan, che è sopravvissuto all'incidente ma deve subire un intervento, confida all'infermiera Quinn Harris che, secondo Countdown, morirà tra diciannove ore proprio durante l'intervento; così, mentre Quinn scarica la stessa app e scopre che le rimangono poco più di due giorni e ventidue ore di vita, Evan cerca di fuggire dall'ospedale ma, dopo aver ricevuto dall'app la notifica che ha "infranto i termini di condizioni", viene ucciso sulle scale dal demone sotto forma di Courtney proprio mentre il timer arriva alla fine.
Saputa la cosa, Quinn decide di annullare la visita alla tomba della madre ricevendo poi dall'app la notifica che ha "infranto i termini di condizioni". È così che Quinn, dopo aver scoperto che la morte di Courtney è solo una di tanti casi di morte legati all'app e aver avuto un'allucinazione su Evan, cerca invano di cancellare Countdown, quindi compra un nuovo telefono scoprendo però che l'app si è auto-installata sul nuovo dispositivo. È proprio durante questo acquisto che Quinn conosce Matt Monroe, a cui Countdown ha comunicato che morirà qualche ora prima di lei. I due decidono così di indagare insieme e, dopo aver controllato le condizioni che hanno accettato e aver scoperto che se l'utente cerca di cambiare il proprio destino questi infrange i termini di condizioni, si rivolgono all’informatico Derek, che ha anche lui scaricato l'app e che la hackera aggiungendo molti anni al countdown di Quinn, Matt e Jordan, la sorella di Quinn.
Durante la notte, però, i timer tornano come prima così i tre vanno da padre John, appassionato di demonologia, il quale, dopo aver visto che nel codice dell’app è presente una maledizione legata al demone Ozhin, teorizza che la maledizione possa essere spezzata se qualcuno dovesse morire prima che il suo conto alla rovescia finisca o sopravvivere per almeno un secondo dopo la sua fine. Viene quindi preparato un cerchio rituale con croci e sale per proteggersi dagli attacchi di Ozhin, ma Matt, attirato fuori dal cerchio dal demone che ha preso le sembianze del fratellino deceduto Jeff, verso il quale l'uomo si sente in colpa perché gli aveva rubato un giocattolo mentre era moribondo, finisce sotto una macchina morendo proprio allo scadere del suo conto alla rovescia.
A causa dello scontro col demone, però, Jordan viene ferita e così Quinn porta la sorellina all’ospedale dove le due confessano di sentirsi entrambe in colpa per la morte della loro madre, uccisa da un pirata della strada ubriaco mentre guidava nella notte in cerca di Quinn, scappata per andare a una festa con la complicità di Jordan. È qui che Quinn, sperando di spezzare la maledizione uccidendo qualcuno prima che il conto alla rovescia di questi finisca, cerca di uccidere il Dr. Sullivan, colpevole di aver molestato sessualmente lei e altre infermiere. Sullivan però viene salvato dal demone e così Quinn, dato che alla sorellina mancano pochi secondi di vita, decide di uccidersi iniettandosi un'overdose di morfina e spezza effettivamente la maledizione. La donna però ha con sé anche una fiala di Narcan, un farmaco che contrasta la morfina, che Jordan le inietta prontamente, salvandola.
Tempo dopo, dopo essere andate sulla tomba della madre col padre e aver saputo che il Dr. Sullivan è stato arrestato per molestie, Quinn riceve poi una notifica sul telefono che la informa dell'aggiornamento dell'app Countdown 2.0.
A metà dei titoli di coda, l’hacker Derek, mentre è a un appuntamento con una donna, riceve dall’app la notifica che ha "infranto le condizioni d’uso" e poi viene ucciso dal demone.

## Produzione
Nel marzo del 2019, Elizabeth Lail si è unita al ruolo di protagonista del film. Nell'aprile del 2019, è stato annunciato che Talitha Bateman, Peter Facinelli, Jordan Calloway, Tom Segura, P. J. Byrne, Anne Winters e Tichina Arnold si sarebbero aggiunte al cast a fianco di Lail.
Danny Bensi e Saunder Jurriaans ne hanno composto la colonna sonora, che è stata pubblicata dalla Sony Classical.

## Distribuzione
Countdown è uscito nelle sale cinematografiche statunitensi il 25 ottobre 2019. Il trailer ufficiale del film è uscito il 13 settembre 2019. Stando alla STX Entertainment, la promozione del film sarebbe costata 15 milioni di dollari.
In Italia, il film è uscito il 21 novembre dello stesso anno.
Il film è uscito in DVD e Blu Ray il 21 gennaio 2020 negli Stati Uniti.

## Accoglienza

### Incassi
Negli Stati Uniti e nel Canada, Countdown è uscito insieme a La legge dei più forti ed Edison - L'uomo che illuminò il mondo, e avrebbe incassato 5 milioni di dollari da 2 675 cinema nel suo weekend d'esordio. Il film ha incassato 3,1 milioni di dollari nel suo primo giorno al cinema, tra cui $515 000 dalle anteprime serali di giovedì, per poi salire a un incasso totale di 9 milioni di dollari finendo al quinto posto al botteghino. Nel suo secondo weekend, il film ha perso il 35% del suo incasso, scendendo a 5,8 milioni di dollari, e al settimo posto al botteghino.

### Critica
Sul sito Rotten Tomatoes, il film ha ricevuto un punteggio d'accoglienza del 24% e un punteggio medio di 3,94/10, in base alle 53 recensioni presenti. Stando al consenso critico del sito, "Countdown può anche offrire qualche scossa ai fan horror che non hanno niente da fare, ma gli manca la creatività o la virtù di impressione di nota." Su Metacritic, il film detiene un punteggio di 31 su 100, basato sulle 16 recensioni presenti, indicando un'accoglienza "generalmente sfavorevole". Gli utenti del sito web CinemaScore hanno dato al film un voto di "C+" su una scala da A+ a F, mentre quelli su PostTrak lo hanno votato con 3 stelle su 5.